# Седма кумановска дружина
Седма кумановска дружина, известна още и като Кюстендилска дружина, е военна част от Македоно-одринското опълчение. Формирана е на 1 октомври 1912 година в Кюстендил, в разположението на 13-ти пехотен рилски полк, а на 9 октомври се прехвърля в София, където получава името си и ново знаме. Съставена е от македоно-одрински доброволци от Лом, Оряхово и Плевен, а по това време неин командир е подпоручик Георги Светогорски – загинал в боевете при Султан тепе със сърбите на 22 юни 1913 година. Дружината е разформирана на 20 септември 1913 г.

## Команден състав
- Командир на дружината: Капитан Иван Михайлов
- Адютант: Офицерски кандидат Минко Минков
- 1-ва рота: Подпоручик Димо Аянов
- 2-ра рота: Подпоручик Сава Георгиев
- 3-та рота: Подпоручик Драган Драгошинов†
- Нестроева рота: Подпоручик Илия Богданов
- Завеждащ прехраната: Крум Ризов
- Свещеник: Георги Искренов
- Ковчежник: Станислав Чакъров[2]

## Известни доброволци
- Атанас Раздолов
- Коте Голчев
- Марко Секулички
- Михаил Марков
- Николай Петрини
- Обретен Евстатиев
- Панчо Михайлов
- Панталей Делев
- Станислав Чакъров
- Стоян Спасов